# Lisica
Lisica (albanisch auch Lisicë, serbisch-kyrillisch Лисица) ist ein Dorf im Norden des Kosovo und gehört zur Gemeinde Mitrovica e Jugut. 

## Geographie
Lisica liegt sieben Kilometer nordöstlich von Mitrovica und ist über die M-22.3 zu erreichen. Unweit des Dorfes liegt der See Liqeni i Lisicës. Das Dorf grenzt an die Gemeinde Severna Kosovska Mitrovica.

## Bevölkerung

### Ethnien
Bei der Volkszählung 2011 wurden für Lisica 519 Einwohner erfasst. Davon bezeichneten sich 517 als Albaner (99,61 %), einer bezeichnete sich als Bosniake und über einen Einwohner konnte keine Angabe zur Ethniezugehörigkeit gemacht werden.
| Volkszählung | 1948 | 1953 | 1961 | 1971 | 1981 | 1991 | 2011 |
| ------------ | ---- | ---- | ---- | ---- | ---- | ---- | ---- |
| Einwohner    | 76   | 91   | 140  | 184  | 21   | 92   | 519  |

### Religion
2011 bekannten sich von den 519 Einwohnern 517 zum Islam, eine Person gab an, römisch-katholisch zu sein, über eine Person konnten keine Daten zur Religion ausfindig gemacht werden.